# Ockraröd skivlav
Ockraröd skivlav (Lecidea silacea) är en lavart som först beskrevs av Franz Georg Hoffmann, och fick sitt nu gällande namn av Erik Acharius. Ockraröd skivlav ingår i släktet Lecidea och familjen Lecideaceae.  Arten är reproducerande i Sverige. Inga underarter finns listade i Catalogue of Life.